# Diocèse orthodoxe d'Alaska
Le diocèse orthodoxe d'Alaska (en anglais : Diocese of Alaska) est une juridiction de l'Église orthodoxe en Amérique en Alaska. L'évêque porte le titre d'évêque de Sitka, Anchorage et d'Alaska.

## Histoire

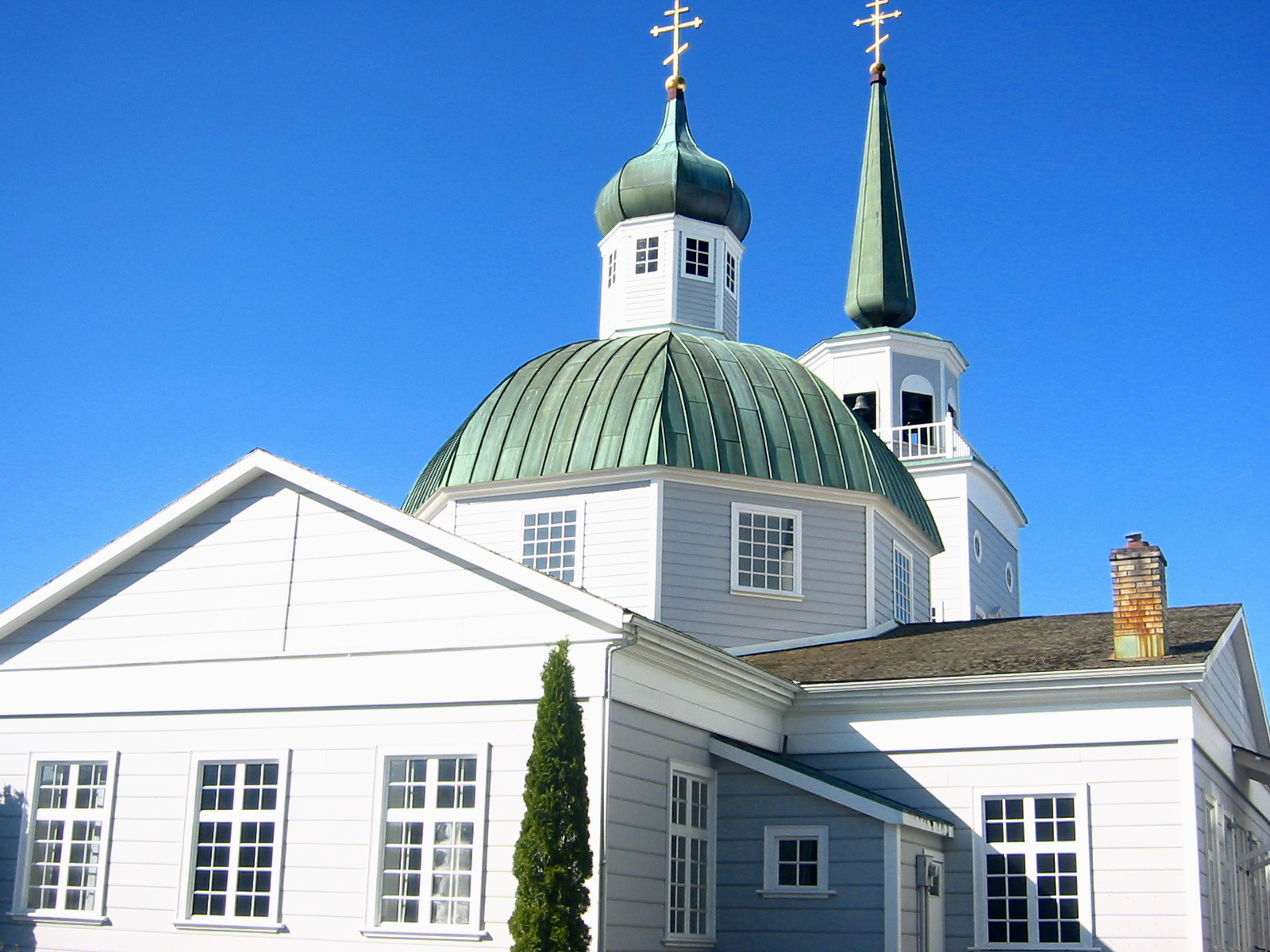
Église orthodoxe de Sitka.

Après l'arrivée des premiers aventuriers russes en 1784, plusieurs d'entre eux tenant à une présence orthodoxe russe sur le territoire demandèrent à Catherine II et le Saint Synode de l'Eglise russe l'installation de missions, ce qui fut accepté. C'est ainsi que le 2 octobre 1794 sur l'île Kodiak, au large de l'Alaska, huit moines débarquèrent.
Néanmoins, l'évangélisation des peuples avait déjà débutée avant même l'arrivée des prêtres missionnaires, puisque les trappeurs russes qui parcouraient ces territoires, même s'ils étaient peu instruits religieusement, n'hésitaient pas a baptiser eux-mêmes les femmes indigènes qu'ils prenaient pour épouses, ainsi que leurs enfants. Il n'était donc pas rare pour les premiers missionnaires russes de rencontrer des Amérindiens se déclarant déjà chrétiens.
Les débuts de la première mission de l'île Kodiak furent difficiles, pour ne pas dire dramatiques, puisque deux moines trouvèrent tragiquement la mort quelques années après leur arrivée sur l'île : le premier fut envoyé en mission d'évangélisation sur le continent et ne revint pas, probablement tué par les indigènes ; tandis que le second périt dans un naufrage en 1798 en revenant sur Kodiak après s'être rendu en Sibérie pour être consacré évêque à Irkoutsk. De plus, la mission souffrit durant plusieurs années du manque de volontaires venus renforcer le clergé, et de l'attitude de nombreux commerçants russes qui ne voyaient pas favorablement l'arrivée de missionnaires puisque eux-mêmes ne donnaient pas forcément une bonne image du christianisme aux nouveaux convertis.
Cependant, une personnalité se détacha durant cette période parmi les premiers missionnaires, Germain d'Alaska, reconnu pour sa bonté, notamment à l'égard des populations aléoutes dont il prenait souvent la défense face aux abus dont ils étaient l'objet. Ce moine, qui observait un monachisme rigoureux, dormant sur un banc de bois, avec une brique pour oreiller, vivait dans l'ermitage qu'il s'était fait construire et refusa de devenir prêtre. Son attitude à l'égard des autochtones indisposa certains commerçants qui n'hésitèrent pas à réclamer en vain son expulsion. Le moine Germain fut canonisé en 1970 par l'Eglise orthodoxe en Amérique sous le nom de « Saint Germain de l'Alaska ».
Quelques années plus tard, un autre missionnaire marqua les esprits. Innocent Veniaminov, arrivé en Alaska en 1824, il s'installa sur l'île d'Unalaska où presque tous les habitants de cette île avaient déjà été baptisés en 1795, mais furent en grande partie laissée à eux-mêmes, faute de clergé. Innocent construisit une église, apprit la langue aléoute, créa un alphabet transcrire cette langue et faciliter ainsi l'ordination de prêtres indigènes. Dix ans plus tard, il fut transféré à Sitka, , centre des colonies, où il apprit la langue locale le tlingit et créa également un alphabet pour le transcrire, en utilisant des caractères cyrilliques. Consacré évêque en 1840, lors d'un voyage en Russie. Il consacra son apostolat à la construction d'églises et écoles, multipliant les missions et encourageant les missionnaires à utiliser les mêmes méthodes que lui : dix ans plus tard, les territoires russes de l'Amérique du Nord comptaient 9 églises, 35 chapelles et 15 000 fidèles, desservis par 32 prêtres. En 1868, il fut récompensé de son œuvre missionnaire en Amérique, en devenant métropolite de Moscou. Il fut canonisé par l'Église orthodoxe comme « apôtre de l'Amérique du Nord et de la Sibérie ».

## Organisation
- Doyenné missionnaire d'Alaska
- Doyenné missionnaire d'Anchorage
- Doyenné de Bethel
- Doyenné de Dillingham
- Doyenné de Kenai
- Doyenné de Kodiak
- Doyenné de la mission russe
- Doyenné de Sitka
- Doyenné d'Unalaska

## Formation du clergé
Pour la formation de son clergé, le diocèse dispose du séminaire théologique Saint-Germain à Kodiak (avec un campus à Anchorage). Il a été établi sous forme d'école pastorale en 1972 et reconnu comme séménaire en 1975.